# Abbott Laboratories
Abbott Laboratories ([ˈæbət ləˈbɔrətərɪz]) — американская химико-фармацевтическая корпорация. Входит в список Fortune 500. История компании начата в 1888 году, когда доктор Уоллас Эбботт в Чикаго начал производство лекарств. Первоначальное название компании — Abbott Alkaloidal Company, современное название — c 1915 года. Штаб-квартира в городе Эбботт-Парк, штат Иллинойс.

## История

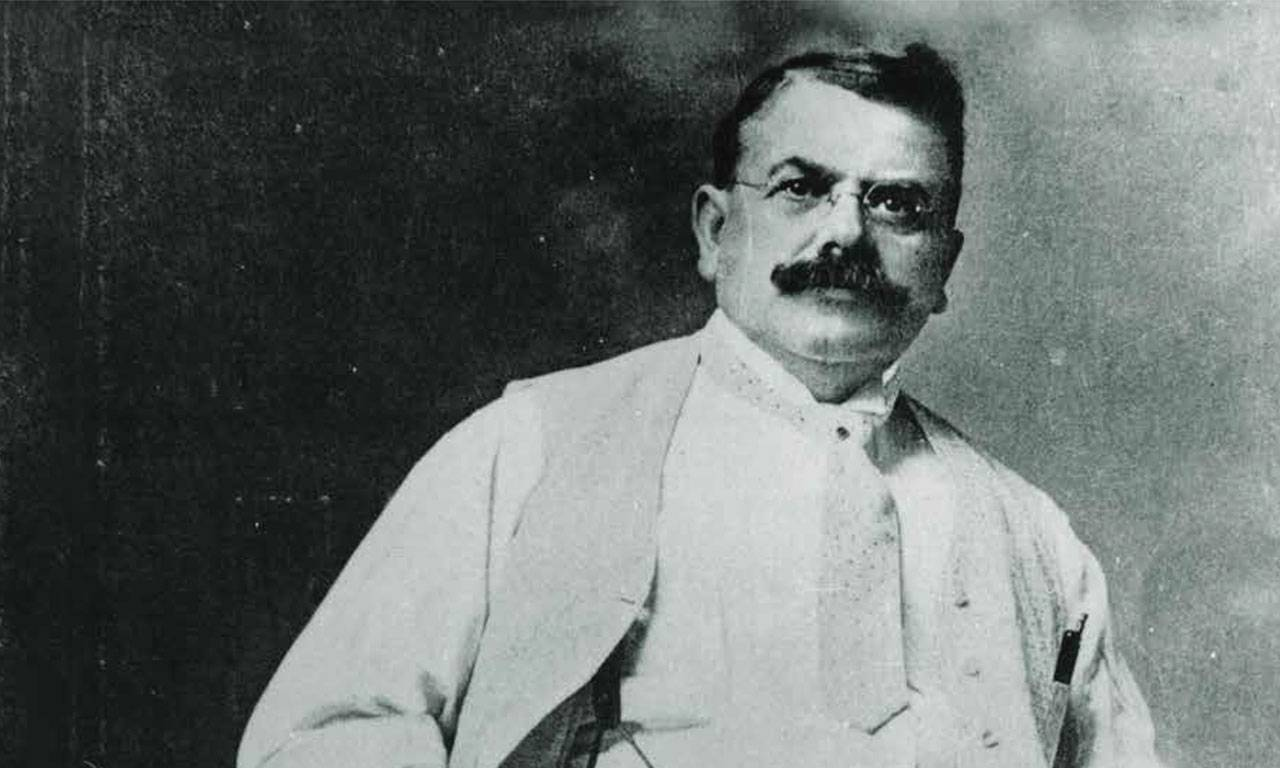
Доктор Уоллес Кэлвин Эбботт

Название компании происходит от имени врача Уоллеса Кэлвина Эбботта, начавшего в 1888 году производить лекарственные препараты. В XIX веке такие популярные лечебные средства как хинин, морфин, стрихнин и кодеин существовали только в виде жидких экстрактов алкалоидов, и потому быстро портились. Узнав, что бельгийскому хирургу удалось получить твёрдую форму этих препаратов, Эбботт перенял и усовершенствовал его метод, и начал производить алкалоидные гранулы из лекарственных растений. Масштабы производства быстро возрастали. В 1893 году доктор Эбботт приобрел небольшой ежемесячный медицинский журнал «The Alkaloidal Clinic», который под его руководством начал выпускаться с января 1894 года. В 1900 году врач официально зарегистрировал компанию Abbott Alkaloidal Company, название которой относилось к основному продукту компании — алкалоидам. К 1905 году продажи достигли $200 тысяч, а в 1915 году компания изменила название на Abbott Laboratories. В 1907 году было открыто отделение в Лондоне. Значение компании Эбботта сильно возросло во время Первой мировой войны — когда популярные немецкие лекарства стали недоступны, Эбботт наладил производство американских аналогов (например, прокаин вместо новокаина, барбитал вместо венерала). В 1916 году началось производство первого синтетического средства — антисептика хлоразена.
В 1921 году компания основала лабораторию в Роки-Маунт (Северная Каролина), и, несмотря на смерть основателя в этом же году, продолжалась активная разработка новых препаратов: успокоительных, транквилизаторов, витаминов и других. В 1922 году был разработан бутин, первое обезболивающее компании. В 1929 году компания стала публичной, разместив свои акции на Чикагской фондовой бирже. Несмотря на Великую депрессию, акции сразу начали расти. В 1931 году был открыт филиал в Монреале (Канада). В 1935 году учёные Эрнест Волуилер (англ. Ernest H. Volwiler) и Донэли Тэберн (нем. Donalee L. Tabern) из лаборатории Эбботта получили тиопентал натрия (пентотал), препарат для анестезии.
В 1942 году Abbott Laboratories присоединилась к консорциуму американских фармацевтических компаний по производству антибиотика пенициллина; общий объём его изготовления возрос в 200 раз. С 1945 года Abbott Laboratories занялись разработкой новых антибиотиков, с 1952 года началось производство антибиотика эритромицина, многие годы бывший одним из самых продаваемых препаратов компании. Также с 1950 года Abbott Laboratories начали выпуск подсластителя цикламата натрия, сначала он предназначался для диабетиков, но в 1960-х годах получил широкое применение в пищевой промышленности. К 1969 году на него приходилась треть продаж потребительских товаров компании, и его запрет властями США в августе 1970 года сильно ударил по Abbott Laboratories.
В 1959 году у компании появился свой логотип в виде строчной буквы «a». Первым крупным поглощением стала покупка в 1964 году компании M & R Dietetic Laboratories, производителя детского питания. Эта компания стала основой подразделения по производству пищевых смесей.
В 1971 году Abbott Laboratories пришлось отозвать 3,4 млн бутылок внутривенного раствора, поскольку они были запечатаны бумагой, зараженной бактериями. Продажи компании резко упали, она потеряла лидерство на рынке внутривенных растворов и заплатила штраф.
В 1977 году вместе с японской фармацевтической компанией Takeda Chemical Industries, Ltd. было основано совместное предприятие TAP Pharmaceuticals Inc. В 1979 году были запущены три новых препарата, депакин (противосудорожный препарат), транксен (слабый транквилизатор) и аббокиназ (для борьбы со сгустками крови в лёгких).
В 1972 году компания выпустила первые устройства для анализа крови; это оборудование позволяло выявлять гепатит. В 1985 году были созданы аппараты для выявления СПИДа. К концу десятилетия продажи такого оборудования превысили миллиард долларов, в целом продукция для медицинской диагностики давала почти половину выручки компании ($2,3 млрд). В 1987 году Food and Drug Administration дало разрешение на применение нового лекарства гитрина (теразозина) для лечения гипертонии.
В 1991 году начался выпуск нового антибиотика, кларитромицина, сменившего эритромицин (он был разработан в 1980 году японской компанией Taisho Pharmaceutical, компания Abbott Laboratories стала партнёром Taisho, выпуская его в США под названием Биаксин). Биаксин быстро стал самым продаваемым препаратом, к концу века его продажи превысили миллиард. В 1994 году было представлено новое обезболивающее севофлоран (Sevoflurane), а в следующем году — лекарство для лечения язвы Prevacid (лансопразол), продажи которого в 1998 году достигли $1,3 млрд.
В 1996 году Abbott Laboratories расширила своё подразделение оборудования для анализа крови купив компанию MediSense, Inc. в 1997 году было куплено американское подразделение французской фармацевтической компании Sanofi. В этом же году Takeda отказалась продлевать своё участие в совместной компании TAP Pharmaceuticals Inc., основав вместо него своё представительство в США.
В 2001 году компания приобрела Knoll, фармацевтическое подразделение BASF. В 2002 году она продала бренд Selsun Blue компании Chattem. Позже в 2002 году компания продала Clear Eyes и Murine престижным брендам.
В 2002 году FDA одобрила препарат для лечения ревматоидного артрита хумира (Humira).
В 2004 году компания приобрела TheraSense, компанию по лечению диабета, которую она объединила со своим подразделением MediSense и стала Abbott Diabetes Care.
В 2006 году компания Abbott помогла Boston Scientific в покупке Guidant Corporation. В 2006 году был представлен стент (гибкий каркас для расширения сосудов) XIENCE V, ставший лидером на рынке.
В 2007 году Abbott приобрела Kos Pharmaceuticals за 3,7 млрд долларов.
В феврале 2010 года Abbott завершила сделку по приобретению фармацевтического подразделения Solvay S.A. за 6,2 млрд долларов (4,5 млрд евро). Это дало Abbott обширный портфель фармацевтических продуктов, а также расширило присутствие на ключевых развивающихся рынках.
В 2013 году фармацевтическое подразделение было выделено в отдельную компанию, AbbVie, сразу вошедшую в список Fortune 200.
В июне 2014 года Abbott объявила о покупке Воронежской фармацевтической компании «Верофарм». Сделка была закрыта в декабре 2014 года, сумма сделки составила 16,5 млрд рублей. В сентябре 2014 года за $2,9 млрд была куплена компания CFR Pharmaceuticals S.A.
4 января 2017 года было завершено поглощение St. Jude Medical, крупного производителя медицинского оборудования, сумма сделки составила $23,6 млрд.
В январе 2019 года компания Abbott воспользовалась своим правом на покупку Cephea Valve Technologies, Inc., которая разрабатывает менее инвазивную замену сердечного клапана для людей с заболеванием митрального клапана.

## Руководство

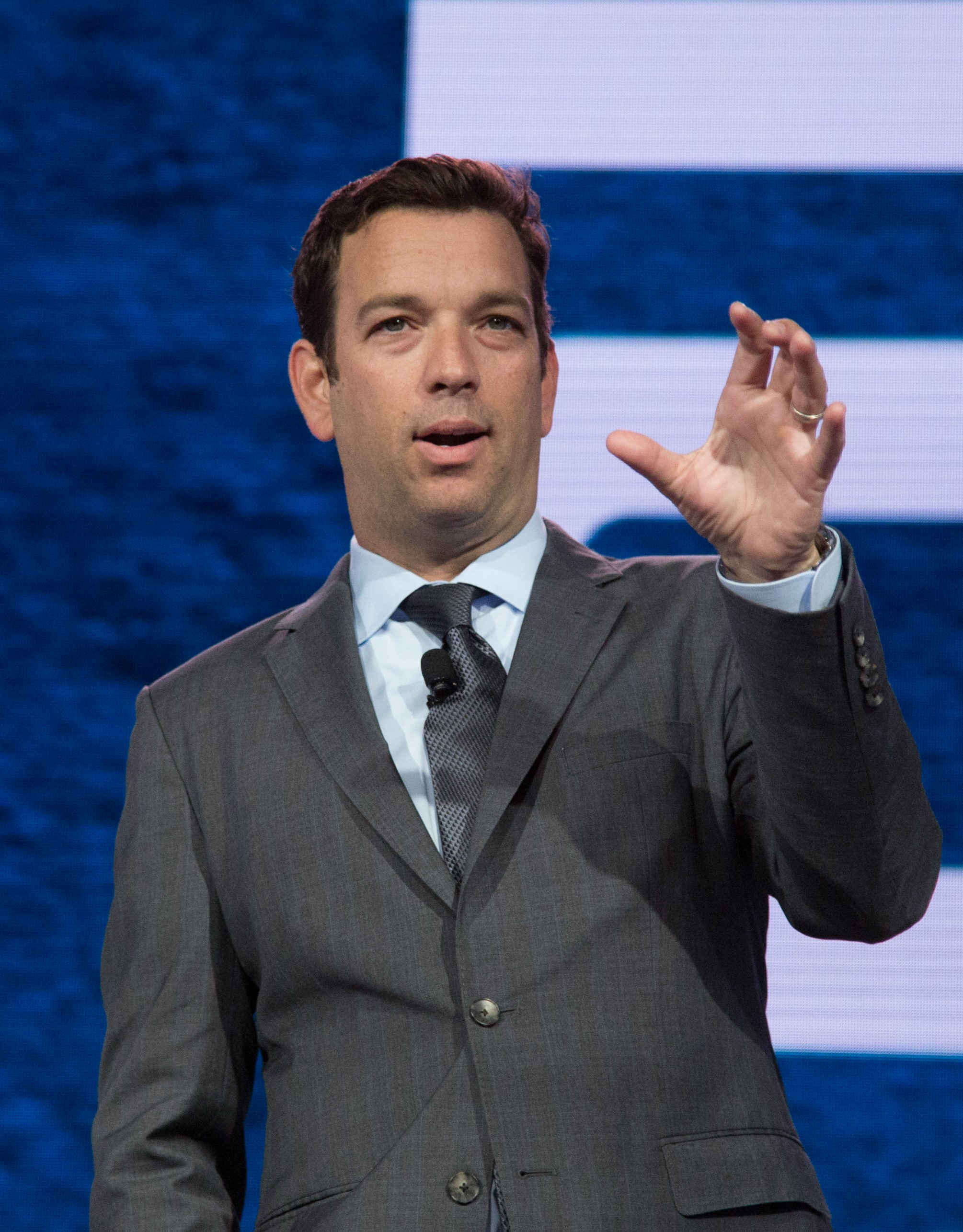
Роберт Форд в 2018 году

Роберт Форд (Robert B. Ford) — председатель совета директоров и главный исполнительный директор Abbott Laboratories с 2020 года, в компании с 1996 года.

## Акционеры
На конец 2021 года компанией было выпущено 1,786 млрд акций, 74 % из них принадлежат институциональным инвесторам. Крупнейшие из них:
- The Vanguard Group, Inc — 8,35 %;
- BlackRock — 7,68 %;
- Capital Group Companies — 7,64 %;
- State Street Corporation — 4,16 %;
- Morgan Stanley — 1,64 %;
- Geode Capital Management — 1,56 %;
- Massachusetts Financial Services — 1,49 %;
- Northern Trust Corporation — 1,43 %;
- Bank of America — 1,40 %[12].

## Деятельность

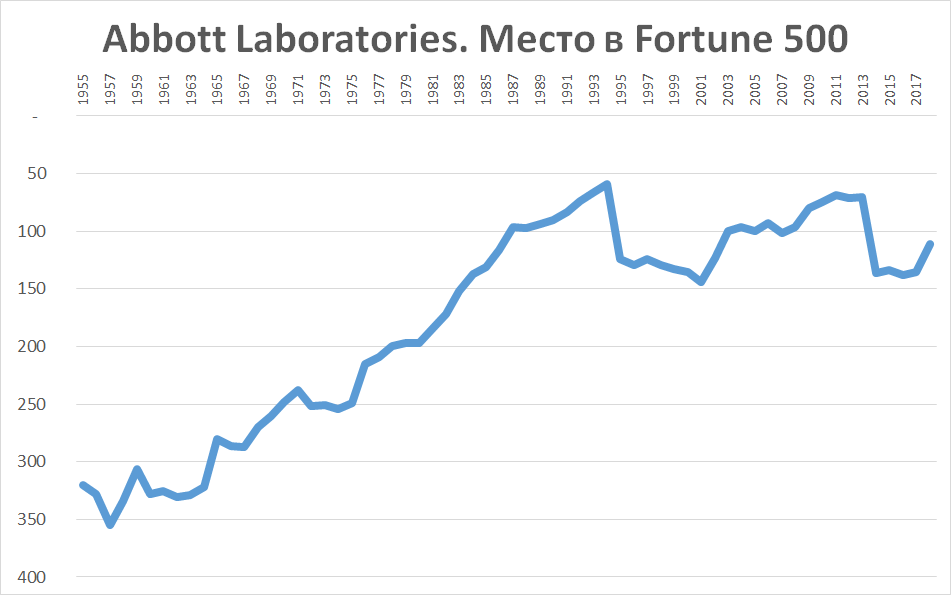
Abbott Laboratories. Место в списке Fortune 500 (1955—2018)

Основные подразделения по состоянию на 2021 год:
- Фармацевтические средства (Established Pharmaceutical Products) — производство и продажа широкого спектра генериков в развивающихся странах, выручка — $4,72 млрд;
- Диагностические продукты (Diagnostic Products) — оборудование для диагностики (анализа крови, анализа ДНК, выявление патогенов), выручка — $15,64 млрд;
- Продукты питания (Nutritional Products) — детское питание, пищевые смеси для кормления пациентов в больницах, питание для больных диабетом, выручка — $8,29 млрд;
- Продукция для терапии сосудов (Vascular Products) — производство стентов, искусственных клапанов сердца, кардиостимуляторов, глюкометров и подобных приспособлений, выручка — $14,37 млрд.

Географически наибольший объём выручки в 2021 году дали: США ($16,64 млрд), Германия ($2,57 млрд), Китай ($2,39 млрд), Япония ($1,70 млрд), Индия ($1,56 млрд), Канада ($1,39 млрд), Швейцария ($1,31 млрд).
В списке крупнейших публичных компаний мира Forbes Global 2000 за 2021 год компания Abbott Laboratories заняла 121-е место (277-е по обороту, 134-е по чистой прибыли, 507-е по активам и 41-е по рыночной капитализации name="forbes" />. В списке крупнейших компаний США Fortune 500 компания в 2021 году заняла 89-е место.
| Год            | 1955  | 1965  | 1975  | 1985  | 1995  | 2005  | 2006  | 2007  | 2008  | 2009  | 2010  | 2011   | 2012  | 2013  | 2014  | 2015  | 2016  | 2017  | 2018  | 2019  | 2020  | 2021  |
| -------------- | ----- | ----- | ----- | ----- | ----- | ----- | ----- | ----- | ----- | ----- | ----- | ------ | ----- | ----- | ----- | ----- | ----- | ----- | ----- | ----- | ----- | ----- |
| Оборот         | 0,088 | 0,213 | 0,765 | 3,104 | 9,156 | 20,47 | 22,48 | 25,91 | 29,53 | 30,77 | 35,17 | 38,851 | 39,87 | 19,66 | 20,25 | 20,41 | 20,85 | 27,39 | 30,58 | 31,90 | 34,61 | 43,08 |
| Чистая прибыль | 0,009 | 0,023 | 0,403 | 1,517 | 3,236 | 0,055 | 1,717 | 3,606 | 4,734 | 5,746 | 4,626 | 4,728  | 5,963 | 2,576 | 2,284 | 4,423 | 1,400 | 0,477 | 2,368 | 3,687 | 4,495 | 7,071 |
| Активы         | 0,097 | 0,209 | 0,817 | 3,173 | 8,524 | 28,77 | 36,18 | 39,71 | 42,42 | 52,42 | 59,46 | 60,24  | 67,15 | 42,94 | 41,21 | 41,25 | 52,67 | 76,25 | 67,17 | 67,89 | 72,55 | 75,20 |

## Основные предприятия компании
- США
  - Аризона: Каса-Гранде
  - Вирджиния: Альтависта (Вирджиния)
  - Иллинойс: Эбботт-Парк, Дес-Плейнс
  - Калифорния: Милпитас, Редвуд-Сити, Фэрфилд, Темекула, Менло-Парк, Саннивейл
  - Мичиган: Стерджис
  - Огайо: Колумбус, Типп-Сити
  - Техас: Ирвинг
- Аргентина: Буэнос-Айрес, Помпея, Кильмес
- Бразилия: Рио-де-Жанейро
- Великобритания: Уитни
- Германия: Нойштадт, Висбаден
- Индия: Бадди, Гоа, Джхагадия
- Ирландия: Кутхилл, Клонмел, Слайго, Донегол, Лонгфорд
- Испания: Гранада
- Канада: Оттава
- КНР: Цзясин, Ханчжоу
- Колумбия: Богота, Кали
- Коста-Рика: Алахеэла
- Мексика: Тлальпан
- Нидерланды: Гронинген, Зволле, Ольст, Весп
- Пакистан: Карачи
- Перу: Лима
- Пуэрто-Рико: Анаско, Барселонета
- Россия: Белгород, Покров
- Сингапур
- Чили: Сантьяго
- Швеция: Уппсала[10]
- Казахстан: Алма́-Ата́, Петропавловск.

## Дочерние общества
Abbott Laboratories имеет дочерние общества по всему миру, в том числе:
- Казахстан: Limited Liability Partnership «Veropharm», Abbott Kazakhstan Limited Liability Partnership;
- Латвия: Abbott Laboratories Baltics SIA;
- Литва: UAB «Abbott Laboratories» ;
- Россия: Abbott Products LLC, LLC «Garden Hills», LLC «LENS-Pharm», LLC «VeroInPharm», OJSC «Voronezhkhimpharm», SC «VEROPHARM», LLC «Abbott Laboratories»;
- Украина: LLC «Abbott Ukraine», Veropharm LLC[15].